# 田渕勲二
田渕 勲二（田淵 勲二、たぶち くんじ、1930年1月19日 - 1997年10月9日）は、日本の政治家。参議院議員（1期、日本社会党）。

## 来歴
京都府出身。1949年福知山工専卒。翌年日本通運大阪梅田支店に入る。日通では労組役員を務め、1981年に全日通委員長に就任した。1986年の第14回参議院議員通常選挙で比例区から日本社会党公認で立候補して当選した。1992年の第16回参議院議員通常選挙には出馬せず引退した。1997年10月9日、心不全のため東京都文京区の東京大学医学部附属病院で死去、67歳。死没日をもって勲三等旭日中綬章追贈、正五位に叙される。